# Кайл Клемонс
Кайл Клемонс (англ. Kyle Clemons, нар. 27 серпня 1990, Джонсборо, Арканзас, США) — американський легкоатлет, що спеціалізується на спринті, олімпійський чемпіон 2016 року, чемпіон світу. 

## Кар'єра
| Рік  | Чемпіонат                    | Місце проведення         | Місце | Дисципліна | Результат |
| ---- | ---------------------------- | ------------------------ | ----- | ---------- | --------- |
| 2014 | Чемпіонат світу в приміщенні | Сопот, Польща            | 3     | 400 м      | 45.74     |
| 2014 | Чемпіонат світу в приміщенні | Сопот, Польща            | 1     | 4 x 400 м  | 3:02.13   |
| 2015 | Чемпіонат світу              | Пекін, Китай             | 1     | 4 x 400 м  | 2:58.13   |
| 2016 | Олімпійські ігри             | Ріо-де-Жанейро, Бразилія | 1     | 4 x 400 м  | 2:58.38   |